# Rhionaeschna mutata
Rhionaeschna mutata là loài chuồn chuồn trong họ Aeshnidae. Loài này được Hagen mô tả khoa học đầu tiên năm 1861.